# Richard Kick
Richard Kick (* 2. Mai 1947 in Weiden in der Oberpfalz) ist ein ehemaliger deutscher Dreispringer.
Bei den Leichtathletik-Halleneuropameisterschaften wurde er 1973 in Rotterdam Siebter, 1974 in Göteborg Sechster und 1977 in San Sebastián Achter. Insgesamt trat Kick bei 26 Meisterschaften und Länderkämpfen im Nationaltrikot an.
1972 und 1973 wurde er Deutscher Meister. In der Halle wurde er 1974 Deutscher Meister und fünfmal Vizemeister (1973, 1976–1979). 
Seine persönliche Bestleistung von 16,27 m stellte er am 9. Juni 1973 in München auf.
Richard Kick begann seine sportliche Karriere bei der TSG Regensburg-Süd. Er startete von 1971 bis 1975 für den TSV 1860 München, danach für das LAC Quelle Fürth.